# أمبيدكار نجر
أمبيدكار نجر رمزها «AN» (بالإنجليزية: Ambedkar  Nagar) ، هو تقسيم إداري لدولة الهند تتبع ولاية أتر برديش (بالإنجليزية: Uttar  Pradesh) ، مركزها هو مدينة اكباربور (بالإنجليزية: Akbarpur) عدد سكانها حسب تعداد سنة 2001 هو 2,025,373 ، مساحتها 2,372 كم² وكثافة السكان 854 لكل كم² .

## أعلام
- هاري أوم باندي